# Bovril (Entre Ríos)
Bovril is een plaats in het Argentijnse bestuurlijke gebied  La Paz in de provincie Entre Ríos. De plaats telt 7977 inwoners.